# Kodagikere, Channagiri
Kodagikere là một làng thuộc tehsil Channagiri, huyện Davanagere, bang Karnataka, Ấn Độ.